# Oxytropis erecta
Oxytropis erecta är en ärtväxtart som beskrevs av Vladimir Leontjevitj Komarov. Oxytropis erecta ingår i släktet klovedlar, och familjen ärtväxter. Inga underarter finns listade i Catalogue of Life.